# Кони (полуостров)
Кони — полуостров в Магаданской области России. Омывается водами Охотского моря.
Название полуострова, вероятно, корякское и в переводе означает «Крайний».

## География
На полуострове расположен мыс Таран (крайняя западная точка) с одноимённым маяком. Также расположены мысы Скалистый, Плоский, Горбатый, Горелый, Сентябрёва (вдоль северного побережья, восточнее мыса Таран), Первый, Алевина, Блиган, Корнилова, Кирас (вдоль западного и южного побережья, восточнее мыса Таран), Амбаркая, Павловича. На полуострове много рек. Крупнейшие — Богурчан, Орохолиндя, Берёзовка, Бургаули, Хиндя (Хинджа). В районе перешейка, соединяющего полуостров с материком — устье реки Сиглан в заливе Забияка.
Рельеф местности преимущественно горный. Наивысшая точка — 1548 метров над уровнем моря (гора Скалистая).
На полуострове расположен Ольский участок Магаданского заповедника.

## Галерея

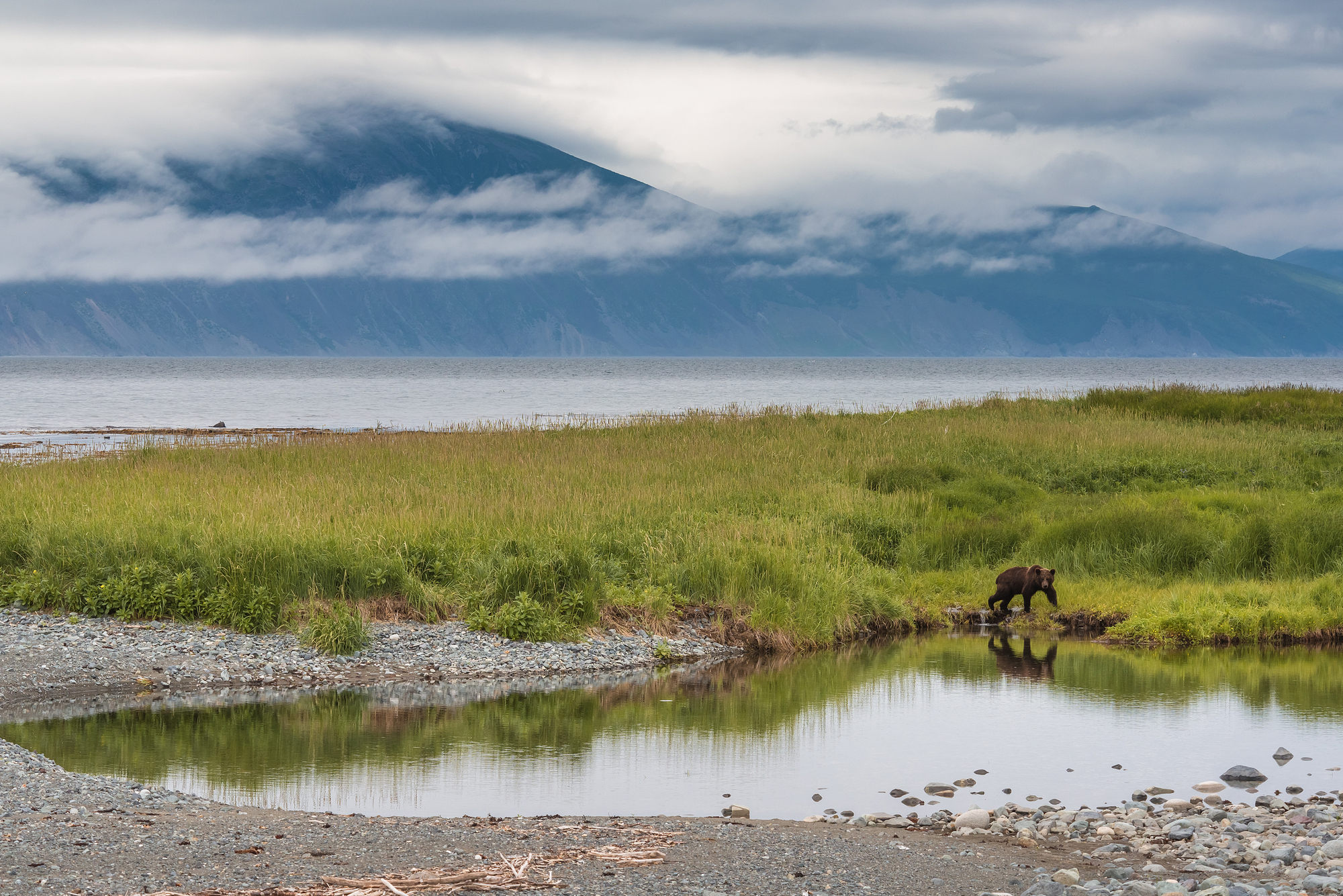
Ольский участок Магаданского заповедника
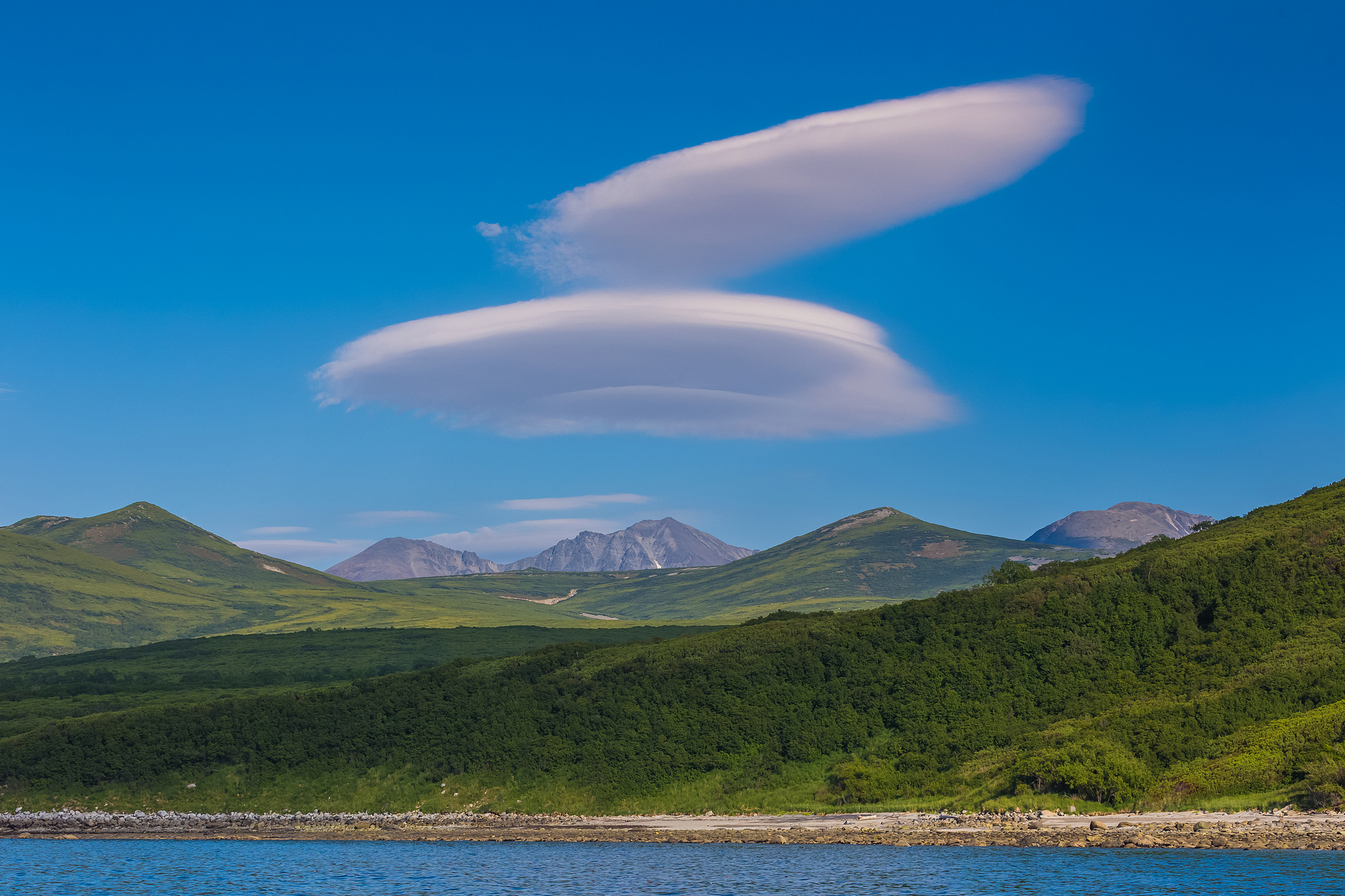
Лентикулярные облака над полуостровом
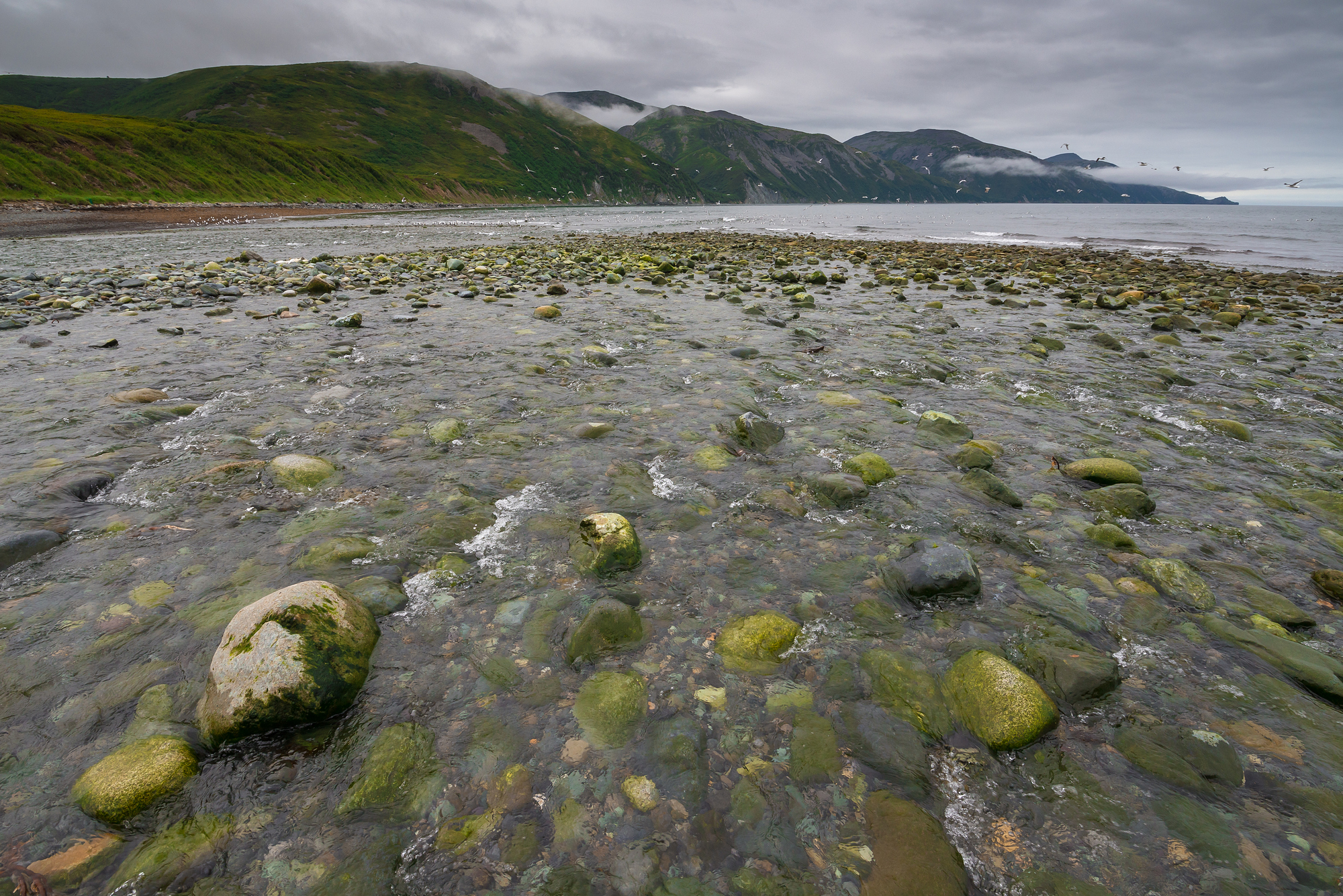
мыс Плоский